# Ugo III di Campdavaine
Ugo III di Campdavaine, o di Camp d'Avesnes (... – 1141), fu conte di Saint-Pol dal 1130 alla morte.
Responsabile di massacri e colpito da anatema, intorno alla sua figura nacque una leggenda che gli valse il soprannome di Bête Canteraine. 
Era figlio di Ugo II e di Elisenda, figlia del conte di Ponthieu Enguerrand II.

## Biografia
Ugo combatté una guerra spietata alla famiglia Collet, che cercò protezione presso l'abbazia di Saint-Riquier. Dopo un assedio al borgo fortificato, Ugo lanciò l'assalto il 28 agosto 1131 e lo mise a ferro e fuoco, massacrando indistintamente uomini, donne e bambini, civili e membri del clero. I sopravvissuti si rifugiarono ad Abbeville, da cui l'abate portò la propria denuncia al concilio di Reims. Ugo fu colpito nel 1132 dall'anatema di Papa Innocenzo II. Altre prevaricazioni nei confronti del clero obbligarono il sovrano Luigi VI a intervenire. Ugo prevenne il castigo e si sottomise ottenendo l'assoluzione dal Papa nel 1137, dopo aver garantito la fondazione e il mantenimento di due abbazie (Cercamp, e Clairfay), e la costruzione di alcune chiese.
Nel 1140 Ugo si legò a Baldovino IV di Fiandra contro Teodorico di Alsazia, ma fu sconfitto.

## Leggenda
Le atrocità attribuite a Ugo e la sua condanna da parte della Chiesa segnarono l'immaginario dei contemporanei: secondo una leggenda riferita dallo storico ottocentesco François César Louandre, il conte fu condannato dalla giustizia divina a mutarsi in lupo e a percorrere in tale forma, carico di catene, i luoghi che aveva devastato. Si vedeva durante la notte, emettendo urla spaventose, e veniva chiamato Bête Canteraine.

## Famiglia e discendenza
Con Béatrix de Rollancourt, sua sposa, ebbe cinque figli maschi e tre femmine:
- Enguerrand
- Ugo, morto senza discendenza nel 1150
- Anselmo
- Raoul, morto il 4 aprile 1162, inumato a Cercamp
- Guy, sposò Mathilde de Doulens
- Angélique o Angéline, moglie di Anselme de Housdain
- Adelaide, moglie di Robert le Roux, sire di Béthune
- Beatrice, moglie di Robert de Pinon, quarto figlio di Raoul I de Coucy